# 竹子門 (高雄市)
竹子門，原寫為竹仔門，是臺灣高雄市仁武區的一個傳統地域名稱，位於該區西北部。相較於今日行政區，其範圍大致包括中華里、竹後里、後安里、仁武里西端、五和里東北部邊界地帶。
本地區境內主要聚落為竹仔門、豆醬宮，設有竹後國小。

## 歷史
台灣日治初期，竹子門地區為一街庄，稱為「竹仔門庄」（舊制街庄），隸屬於觀音下里。該庄昔日西北與楠仔坑街為鄰，東北與後庄仔庄為鄰，東南邊為仁武庄，西南邊為八卦藔庄、五塊厝庄、後勁庄。
1901年（日治明治三十四年）11月11日，全台廢縣廳改設二十廳，該庄隸屬於鳳山廳。1904年（明治三十七年）5月3日，該庄編入「考潭區」，隸屬於鳳山廳。1909年（明治四十二年）10月25日，全台合併二十廳為十二廳，考潭區改隸屬於臺南廳。1920年（大正九年）10月1日，全台地方制度大改正，廢十二廳改設五州二廳，該庄改制並雅化為「竹子門」大字，隸屬於高雄州高雄郡仁武庄（新制街庄）。1924年（大正十三年）12月25日，高雄郡廢郡，仁武庄改隸屬於鳳山郡。
戰後仁武庄改制為仁武鄉，隸屬於高雄縣，大字亦改制為村。1950年（民國39年）10月1日，高、屏分治，仁武鄉仍隸屬於高雄縣。1951年（民國40年）8月，仁武鄉拆分出大社鄉，本地區仍隸屬於仁武鄉。2010年（民國99年）12月25日，高雄縣、市合併為直轄高雄市，仁武鄉改制為仁武區，村亦改制為里。

## 聚落
本地區發展較早的聚落為竹仔門、豆醬宮、瓦磘仔（已消失），在日治初期的官方地圖上已有記載。

## 交通
國道1號又稱「中山高速公路」，是貫穿台灣西部的兩條縱向高速公路之一，經過本地區西北部，並在北側邊界外緣的市道183號交會處至北邊的省道台22線交會處之間共同設有楠梓交流道。由此可快速前往國道1號沿線各地。
省道台1線又稱「縱貫公路」，是台北至楓港的傳統平面幹道，經過本地區西北端。由該道路北行可前往楠梓區楠梓市區、岡山區、路竹區、湖內區等地，南行可前往楠梓區東南端、仁武區西部、左營區東部、三民區、鳳山區、大寮區等地。
市道183號是楠梓至五甲的道路，經過本地區東部邊界地帶。由該道路北行經國道1號楠梓交道後，可前往楠梓區，並止於楠梓市區的省道台22線路口；南行可前往仁武區仁武市區、鳥松區、鳳山區，並止於鳳山區與前鎮區邊界地帶的省道台17線路口。
區道高51線是大社至竹仔門的道路，其側端點（終點）位於本地區東部邊界地帶的市道183號路口。
區道高52-1線是竹仔門至烏材林的道路，經過本地區竹仔門聚落南側。

## 學校
- 竹後國小